# Distelmühlbach
Der Diestelmühlbach, auch Kaisinger Brunnenbach, ist ein 2,5 Kilometer langer Bach der Frankenalb im Gebiet der Stadt Greding im Landkreis Roth in Bayern.

## Geographie
Der Diestelmühlbach ist ein auf seinem Namensabschnitt nur etwa 0,8 km langer Bach, der am Rande des Schwarzachtals aus zwei Oberläufen zusammenfließt.

### Kaisinger Brunnenbach
Der längere linke Oberlauf Kaisinger Brunnenbach entspringt im Naturschutzgebiet Kaisinger Tal kurz vor dem Wasserwerk der ehemaligen Kaisinger Gruppe. Er fließt in seinen an den Hängen, stellenweise auch auf dem Grund bewaldeten Kerbtal etwa 1,8 km weit in etwas wechselnd westliche Richtungen. Weniger als 400 Meter östlich der Distelmühle öffnet sich sein Tal zu dem der Schwarzach und er vereint sich mit dem von Ostnordosten von hinter dem niedrigen Sporn Ziegelbuck her kommenden und kürzeren Mühlbach zum Diestelmühlbach.

### Mühlbach
Die Quelle des rechten Oberlaufs Mühlbachs liegt nahe am Waldrand auf einer Höhe von 431 m ü. NHN etwa 600 Meter östlich des Ortsrandes von Greding und etwa 150 Meter nördlich des Steigenabschnitts der Kreisstraße RH 29 Greding–Kaising auf dem Ziegelbuck im Auslaufbereich eines bewaldeten Trockentals. ⊙ Er fließt etwa 0,8 km nach Westsüdwesten, unterquert dabei die Kreisstraße und passiert zuletzt an der Spitze des Ziegelbucks einige Teiche am linken Ufer. Neben dem ehemaligen Gredinger Schrottplatz fließt er auf etwa 398 m ü. NHN mit dem Kaisinger Brunnenbach zusammen. ⊙

### Verlauf
Der vereinte Diestelmühlbach zieht weitere etwa 0,8 km westsüdwestlich, durchfließt dabei die Distelmühle, wird gleich danach von der links den Fluss begleitenden Staatsstraße 2227 gekreuzt und mündet dann auf etwa 383 m ü. NHN zwischen Greding und seiner Kläranlage und unter der A 9 am Gegenhang von links in die untere Schwarzach.
Schlägt man ihm den längeren linken Oberlauf zu, dann mündet des Diestelmühlbach nach einem insgesamt etwa 2,6 km langen Weg mit mittlerem Sohlgefälle von 19 ‰ etwa 96 Höhenmeter unterhalb der Quelle des Kaisinger Brunnenbachs.

### Einzugsgebiet
Das oberflächliche Einzugsgebiet des Diestelmühlbachs ist etwa 12,4 km² groß. Es gehört, naturräumlich gesehen, mit den östlichen und nördlichen Teilen zum Unterraum Westliche Sulzplatte des Nordteils der Südlichen Frankenalb und mit den mündungsnahen zum Unterraum Schwarzach-Thalach-Taltrichter der Altmühlalb. Der höchste Punkt auf dem Gipfel des Sulzbucks erreicht 577 m ü. NHN, über den Berg läuft die südliche Wasserscheide.
Es grenzt reihum an die Einzugsgebiete folgender Nachbargewässer:
- im Nordwesten fließt der von Herrnsberg kommende Agbach südwärts zur Mündung in die Schwarzach wenig vor dem Diestelmühlbach
- im Nordosten fließen die unmittelbaren Konkurrenten zum Main-Donau-Kanals, ehe in diesem auch Altmühlwasser fließt
- die Altmühl selbst unterhalb des Schwarzach-Mündung ist der nächste offene Wasserlauf im Süden und ebenso
- die Schwarzach im Südwesten.

Der Bachlauf liegt ganz, das Einzugsgebietes überwiegend im Gebiet der Stadt Greding, je Randstück gehört im Nordosten zum Ort Wiesenhofen der Stadt Beilngries, im Südosten zum Ort Haunstetten der Gemeinde Kinding, die beide dem Nachbarlandkreis Eichstätt in Oberbayern angehören, ebenso wie ein großer Teil des gemeindefreien Haunstetter Forstes dazwischen im Osten.